# Jonas (Michel-Ange)
Pour les articles homonymes, voir Jonas (homonymie).
Jonas est l'une des fresques (400 × 380 cm) parmi les neuf scènes du livre de la Genèse réalisées en 1512 par Michel-Ange sur le plafond de la chapelle Sixtine, commandée par Jules II.

## Histoire
Michel-Ange a commencé à peindre les travées de la voûte en commençant près de la porte d'entrée utilisée lors des entrées solennelles du pontife et de son entourage dans la chapelle, pour terminer par la travée au-dessus de l'autel. Jonas, qui se trouve juste au-dessus de l'autel, est l'une des dernières figures à être créée et possède toutes les caractéristiques des dernières fresques : un style concis et très expressif, une dimension supérieure comme dispositif de perspective pour ceux qui regardent la voûte en entrant par la porte des entrées solennelles.
Il a fallu dix « jours » pour peindre le prophète.

## Description
Jonas fait partie de la série des Veggenti, placés sur de grands trônes architecturaux des corbeaux. Chaque personnage est flanqué de deux jeunes assistants et se tient debout sur un grand banc de marbre, entre deux socles avec de faux hauts-reliefs de duo de putti, dans différentes positions. Leur nom est écrit (dans ce cas IONAS) dans des cartouches sous la plateforme qui forme la base du trône, tenue par un putto.
Jonas, comme l'a écrit Giorgio Vasari, est animé d'une extraordinaire virtuosité illusionniste, qui cherche à annuler l'effet de la courbure de la voûte par l'inclinaison du corps du prophète. Ascanio Condivi a également souligné la « formidable capacité à tourner les lignes, dans le raccourcissement et dans la perspective  », suggérée par la violente torsion du personnage vers l'arrière le long d'un axe oblique, équilibré à droite par le gros poisson qui, selon le récit biblique, l'a avalé pendant trois jours, flanqué  de deux jeunes  assistants. L'un d'entre eux semble tenir le poisson, l'autre, la main levée, fait un geste comme pour s'étonner, exalté par la toile rose gonflée par le vent derrière lui. Jonas est le seul parmi les Viggenti à ne posséder ni volume, ni parchemin et sa sagesse semble provenir d'une contemplation directe du Créateur.
La figure du prophète manifeste le terrible bouleversement de la fureur prophétique et conclut en crescendo, sur un plan formel et expressif, toute la séquence des Voyants : les jambes nues sont projetées vers le spectateur, tandis que le buste, habillé d'un corsage violet avec des ombres irisées en vert, est renversé vers l'arrière. La musculature titanesque apparait à travers la robe moulante et le bras gauche étreint le corps du côté opposé, tandis que le droit est tiré en arrière, avec la main levée qui semble faire un geste. La tête suit l'inclinaison du buste et est tournée vers le haut, vers la scène de la Séparation de la lumière et des ténèbres, avec la magnifique représentation du Dieu créateur.
Jonas doit porter le regard du spectateur vers l'extrémité de la chapelle, vers où avance la procession papale qui s'approche de l'autel depuis la porte d'entrée. Sa figure est également liée à une lecture prophétique des Voyants et d'autres scènes, à relier aux liturgies de la Semaine Sainte, la solennité la plus importante célébrée dans la chapelle. Si au-dessus de la porte de cérémonie menant à la Sala Regia, il y a Zacharie, un prophète qui a prédit l'entrée du Christ à Jérusalem, Jonas est signalé comme le préfigurateur de la résurrection de Jésus, car comme lui, après trois jours, il est revenu à la vie par avoir été craché par le poisson qui l'avait avalé. Ceci est également explicitement indiqué dans l'Évangile selon Matthieu (12, 38-40 ) : « Aucun signe ne lui sera donné [à cette génération], si ce n'est le signe de Jonas le prophète. De même que Jonas est resté trois jours et trois nuits dans le ventre du poisson, ainsi le Fils de l'homme restera trois jours et trois nuits au cœur de la terre ». Le personnage de Jonas remplit également une fonction de liaison entre l'Ancien et le Nouveau Testament de manière iconographique : non seulement la figure de la voûte Sixtine est la plus proche de celle du Christ dans la fresque sur le mur, mais aussi, avec sa torsion corporelle, le buste plié en arrière, regardant et pointant vers le glorieux Jésus, il indique aux personnages présents sur la voûte leur rôle de précurseurs du Christ, du christianisme et du christocentrisme.
Lors de la restauration, quelques petits repentirs secs sont apparus, notamment dans les jambes de Jonas (pour corriger et accentuer le raccourcissement) et le long du cadre supérieur du trône, pour modifier l'incidence de la lumière.

## Analyse
Jonas occupe une position prééminente parmi les Sibylles et les Prophètes du fait qu'il ne possède ni livre, ni rouleau, qu'il est représenté d'une manière particulièrement dynamique et que la plante à l'arrière-plan et le poisson à côté de lui le caractérisent par rien moins que deux attributs spécifiques expressément évoqués dans le Livre de Jonas. La transposition directe du texte biblique dans sa version malermienne est manifeste (Harfield, 1991). La référence à l'Écriture permet en outre de déterminer clairement le moment représenté par Michel-Ange : après sa « résurrection », Jonas est assis sous une plante que Dieu a fait dessécher pour éclairer le prophète sur le principe divin de la grâce. C'est pourquoi le peintre a représenté les feuilles des extrémités de la plante dans un ton plus pâle. En même temps, Jonas peut être interprété comme un symbole de la Résurrection (Wilde, 1958 ; Isermeyer, 1986 ; Gilbert, 1994 ; Barolsky, 1997), ou encore comme une figure artistique virtuose (Vasari, 1568 ; Winner, 1993 et 1994 ; Rohlmann, 1995), ayant en même temps un caractère programmatique (Verdon, 1992 ; Rohlmann, 1995).

## Images

détails.
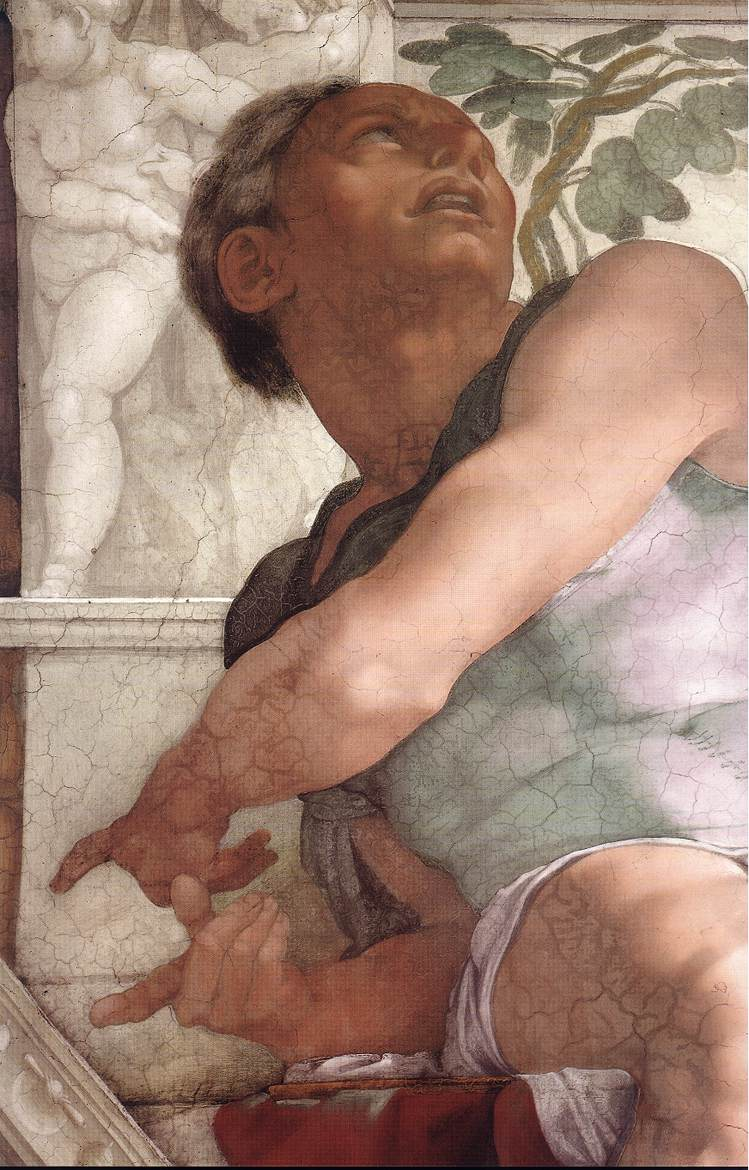
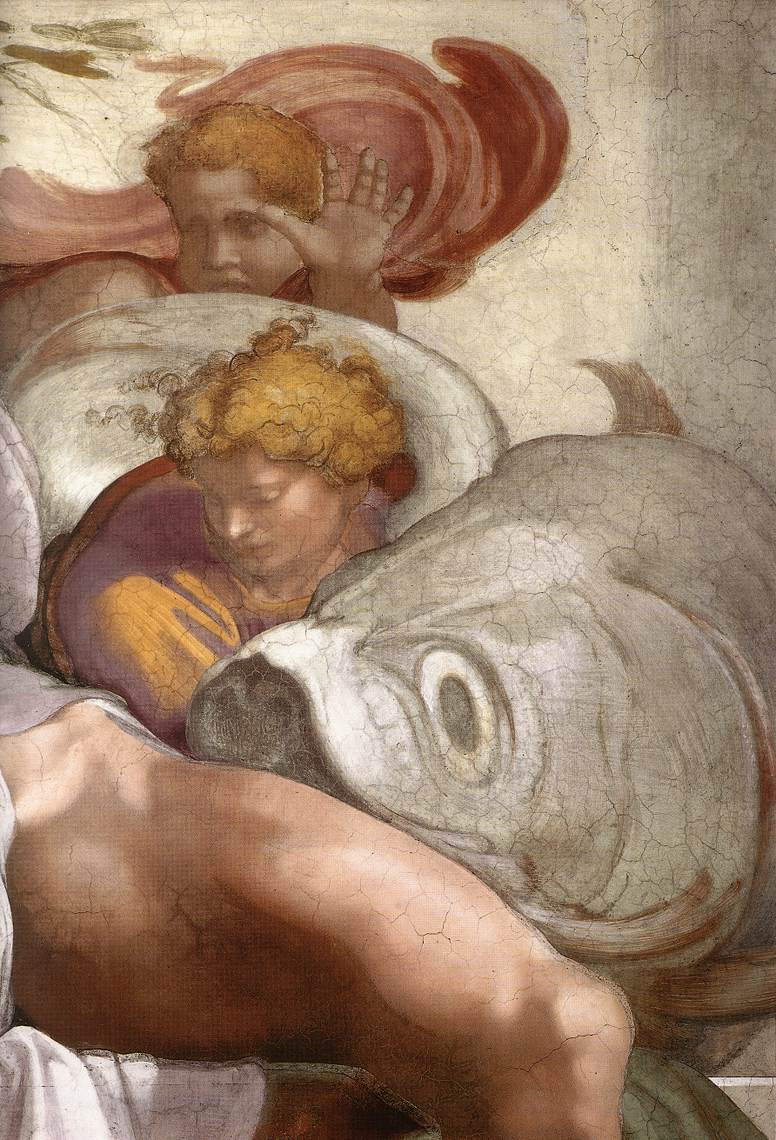
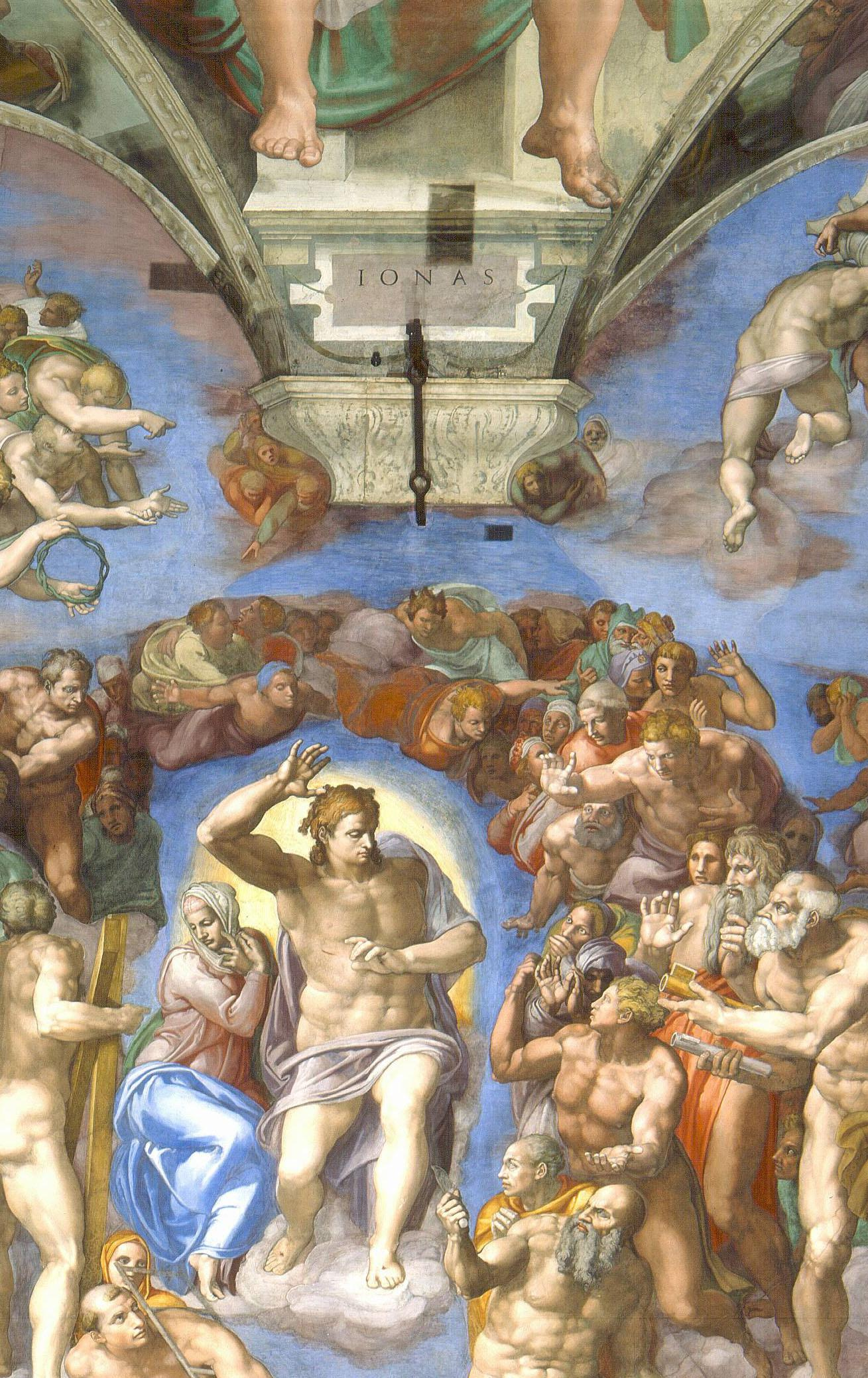
Jonas représenté au-dessus du Jésus en gloire.